# Diocese de Antigonish
A Diocese de Antigonish (Dioecesis Antigonicensis) é uma diocese localizada na cidade de Antigonish na província de Nova Escócia, pertencente a Arquidiocese de Halifax-Yarmouth no Canadá. Foi fundada em 1844 pelo Papa Gregório XVI. Inicialmente foi fundada com o nome de Diocese de Arichat, sendo alterado para o nome atual em 1886. Com uma população católica de 122.175 habitantes, sendo 56,3% da população total, possui 72 paróquias com dados de 2018.

## História
Em 22 de setembro de 1844 o Papa Gregório XVI cria a Diocese de Arichat através da então Diocese de Halifax. Em 1886 tem seu nome alterado para o atual.

## Lista de bispos
A seguir uma lista de bispos desde a criação da diocese em 1844.
|                          | Nome                     | Período              | Notas                                                                      |
| Bispos de Antigonish     | Bispos de Antigonish     | Bispos de Antigonish | Bispos de Antigonish                                                       |
| ------------------------ | ------------------------ | -------------------- | -------------------------------------------------------------------------- |
| 8º                       | Wayne Joseph Kirkpatrick | 2019 - atual         |                                                                            |
| 7º                       | Brian Joseph Dunn        | 2009 - 2019          | Nomeado arcebispo coadjutor de Halifax-Yarmouth.                           |
| 6º                       | Raymond John Lahey       | 2003 - 2009          |                                                                            |
| 5º                       | Colin Campbell           | 1986 - 2002          |                                                                            |
| 4º                       | William Edward Power     | 1960 - 1986          | Também presidente da Conferência Canadense de Bispos Católicos (1971-1973) |
| 3º                       | John Roderick MacDonald  | 1950 - 1959          | Faleceu no cargo                                                           |
| 2º                       | James Morrison           | 1912 - 1950          | Faleceu no cargo                                                           |
| 1º                       | John Cameron             | 1886 - 1910          | Faleceu no cargo                                                           |
| Bispos de Arichat        |                          |                      |                                                                            |
| 3º                       | John Cameron             | 1877 - 1886          | Nomeado bispo dessa diocese                                                |
| 2º                       | Colin Francis MacKinnon  | 1851 - 1877          |                                                                            |
| 1º                       | William Fraser Frazer    | 1844 - 1851          | Faleceu no cargo                                                           |
| Bispos coadjutores       |                          |                      |                                                                            |
| 2º                       | John Roderick MacDonald  | 1945 - 1950          | Nomeado bispo dessa diocese                                                |
| 1º                       | John Cameron             | 1870 - 1877          | Nomeado bispo de Arichat                                                   |
| Administrador apostólico |                          |                      |                                                                            |
|                          | Anthony Mancini          | 2009                 | Arcebispo de Halifax-Yarmouth                                              |